# Nanna (namn)
För andra betydelser, se Nanna.

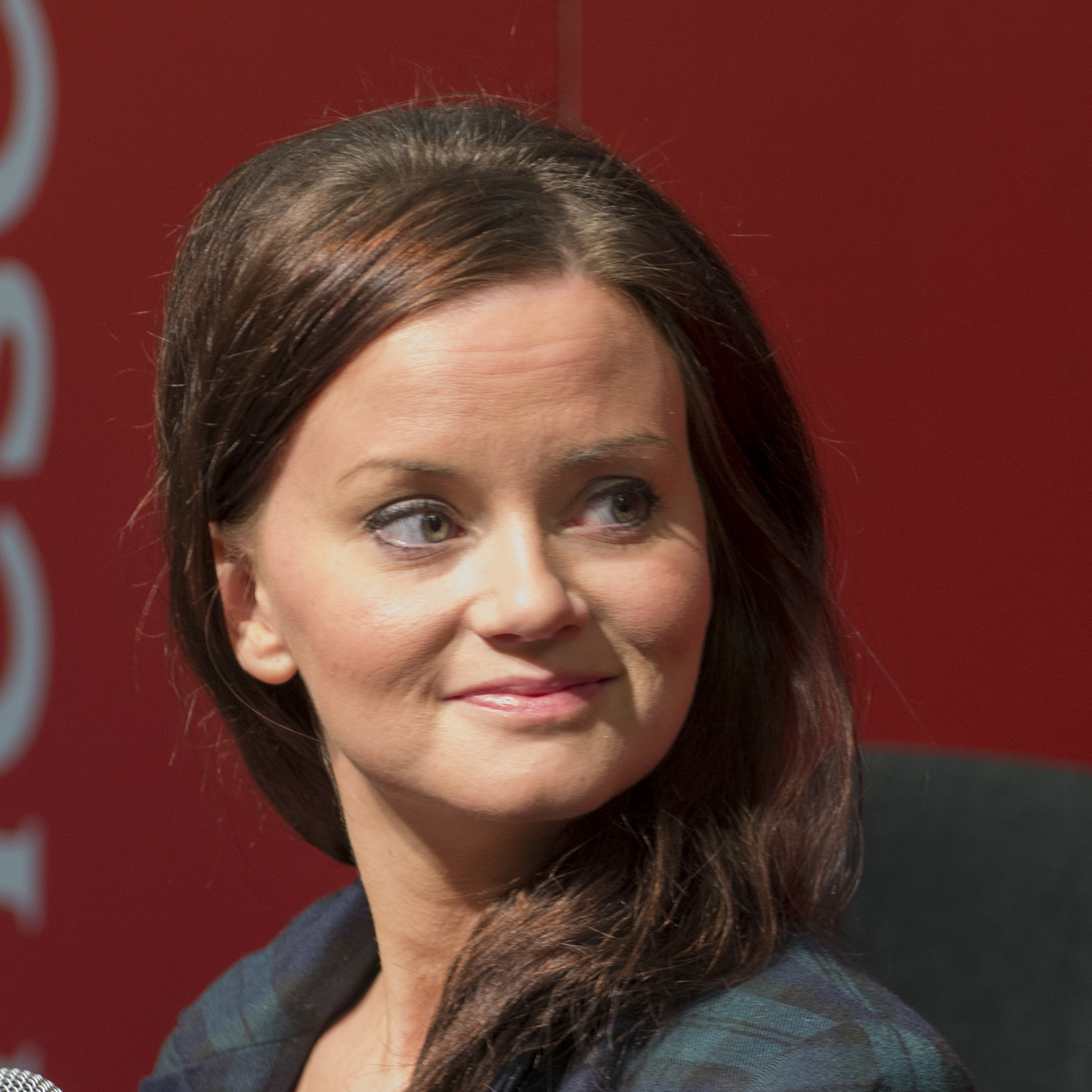
Nanna Johansson, 2013.

Kvinnonamnet Nanna är ett gammalt nordiskt namn som betyder "djärv".
I nordisk mytologi var Nanna namnet på Balders maka. Nanna är även namnet på en gud i mesopotamisk mytologi.
Namnet var länge bortglömt och oanvänt, men började åter användas i början på 1800-talet.
Det infördes i almanackan 1901.
Nanna är ganska ovanligt idag och har varit det länge. De senaste åren har dock ett tiotal flickor i varje årskull fått namnet som tilltalsnamn.
31 december 2005 fanns det totalt 2572 personer i Sverige med namnet Nanna varav 1303 med det som tilltalsnamn.
År 2003 fick 39 flickor namnet, varav 8 fick det som tilltalsnamn.
Namnsdag i Sverige: 3 april, (1901-2000: 5 april). I den finlandssvenska namnsdagslängden har Nanna namnsdag 9 juli sedan starten 1929, då en egen namnsdagskalender togs i bruk för finlandssvenskar.

## Personer med namnet Nanna
- Nanna Blondell, skådespelerska
- Nanna Clason, glaskonstnär
- Nanna Grønnevik, norsk skådespelerska
- Nana Hedin, sångerska
- Nanna Helin, sångerska
- Nanna Bryndís Hilmarsdottir, isländsk musiker
- Nanna Jansson, ishockeyspelare
- Nanna Johansson, radioprogramledare
- Nanna Stenersen, norsk skådespelerska
- Nanna Svartz, läkare, Sveriges första kvinnliga professor